# La Genèse (film, 1974)
Pour les articles homonymes, voir Genèse (homonymie).
Pour plus de détails, voir Fiche technique et Distribution.
La Genèse est un long métrage d'animation français de Pierre Alibert de 1974 d’après la Bible Osty.

## Fiche technique
- Titre français : La Genèse
- Réalisation : Pierre Alibert
- Production : Les Films du Cyprès (Pierre Alibert)
- Animation : Michel Bertrand, Denis Boutiné, Jean-Pierre Chainon, Coraline, Catherine Delbourg, Christian Jauffret, Michel Roudakoff, Jean Rubak, Jean-Loïc Allard, Michel Icardo, Jean-Christophe Villard.
- Technique : dessins animés, découpages.
- Musique : André Chini (Éditions Chappel).
- Durée : 60 minutes
- Format : couleur
- Dates de réalisation :
- Dates de sortie : 22 janvier 1975